# Xyris angularis
Xyris angularis là một loài thực vật hạt kín trong họ Hoàng đầu. Loài này được N.E.Br. miêu tả khoa học đầu tiên năm 1901.